# Fernando Corral
Fernando Corral Pérez de Eulate (* 1979 in Valencia, Provinz Valencia) ist ein spanischer Schauspieler.

## Leben
Fernando Corral begann in den Jahren 1999/2000 mit Bühnenauftritten in Spanien und München seine Schauspielkarriere. Von 2005 bis 2007 war er Hauptdarsteller in einem Western-Musical im Themenrestaurant Wild Wild West in der Küstenstadt Alfáz in der Nähe von Benidorm.
Zum Film kam er als Spezialkomparse in Filmen von Andrés Vicente Gomez, Carlos Saura und Bigas Luna. Corral wirkte in Spanien mittlerweile in mehreren Kurzfilmen, Kinofilmen und TV-Serien mit. Außerdem war er als Werbedarsteller tätig und spielte in Musikvideos mit. Eine durchgehende Rolle hatte er in der spanischen Web-Serie Princesa rota, sie später aufgrund ihres Erfolgs mit einer Fortsetzung ins spanische Fernsehen kam.
In dem ZDF-„Herzkino“-Film Ein Sommer in Salamanca, der im Januar 2019 erstausgestrahlt wurde, spielt Corral, an der Seite von Patricia Aulitzky, Susan Hoecke und Manuel Cortez als Sprachlehrer Carlos eine der Hauptrollen.
Corral lebt in Alicante.

## Filmografie (Auswahl)
- 2007: Canciones de amor en Lolita’s Club (Kinofilm)
- 2009: Ich, Don Giovanni (Io, Don Giovanni, Kinofilm)
- 2010: Di Di Hollywood (Kinofilm)
- 2011–2012: Princesa rota (Fernsehserie, Serienrolle)
- 2012: Limbo (Kurzfilm)
- 2014: Princesa rota: Orígenes (Fernsehserie, eine Folge)
- 2015: Águila Roja (Fernsehserie, eine Folge)
- 2017: Miki (Kinofilm)
- 2018: La víctima número 8 (Fernsehserie)
- 2019: Ein Sommer in Salamanca (Fernsehreihe)